# Хайнрих Маркс
Хайнрих Маркс (15 април 1777 г., Саарлуис – 10 май 1838 г. Трир) е пруски юрист от еврейски произход, проспериращ адвокат, глава на многочислено семейство и баща на Карл Маркс.

## Биография
Хайнрих Маркс е роден като Хершел Леви Мордехай в семейството на Маркс Леви Мордехай (1743 – 1804) и Ева Лвов (1753 – 1823). Баща му е бил равин в Трир, какъвто по-късно става и по-големият му брат Самуел (1775 – 1828). Майка му е полска еврейка, която също произхожда от равинско семейство.
Хайнрих Маркс завършва право през 1814 г. и през същата година се омъжва за Хенриета Пресбург (нем. Henriette Pressburg, нидерл. Henrietta Presborck). Родена в Нимвеген, днешния Неймеген в Нидерландия, тя също идва от равинско семейство, но с унгарски корени. Сестра ѝ, Софи Пресбург, става съпруга на холандския фабрикант Лион Филипс (1794 – 1866), чийто внук Жерар Филипс (1858 – 1942) основава през 1891 г. международната компания Philips Electronics.
Позициите на християнската църква по това време в Прусия са много силни и религиозната институция често се меси в политическото управление на страната. Въпреки толерантността на вероизповеданията по времето на Фридрих II Велики (1712 – 1786), през 1812 г. влиза в сила едикт, който забранява на евреи да заемат официални държавни длъжности, както и да участват в съдебната система. Колегите на Маркс, включително и Президентът на върховния съд на провинция Долен Рейн, се застъпват за него и настояват да се направи изключение. Но пруският министър на правосъдието отказва да уважи молбите им и през 1818 г. Маркс е принуден да приеме християнството в Лутеранската църква. Децата му се кръщават малко по-късно през 1824 г. Заради силния натиск от страна на нейните родители съпругата му се кръщава едва след тяхната кончина през 1825 г.
Дълго време Хайнрих Маркс е Batonnier – ръководител на юридическата гилдия в Трир. През 1831 г. става член на Съдебния съвет.
Възпитан в идеите на френското Просвещение и философския рационализъм, почитател на Волтер и Жан-Жак Русо, познавач на Джон Лок, Лайбниц и Лесинг, той се отличавал с политическо и религиозно свободомислие. Движел се в либерално-демократическите среди на градската интелигенция. През януари 1834 г. произнася реч в трирското казино, в която критикува абсолютисткия режим и защитава тезата си за по-широко народно представителство.
Семейството на Маркс е многочислено – той има 9 деца, пет от които доживяват до пълнолетие. Карл е третото дете. Софи и Герман са по-големите брат и сестра, после следват Едуард, Каролина, Луиза, Емилия, Хенриета.
Забелязвайки отрано изключителните творчески заложби на третото си дете, Хайнрих Маркс прави всичко възможно, дори ограничава до известна степен семейния си бюджет, за да го издържа да учи право и философия първо в Бонския, а след това и в Берлинския университет. Писмата му до него са прочувствени, пълни с родителски насърчения, много мъдрост и нескрити надежди за блестящото бъдеще на талантливия син. Заболява тежко, докато сина му е все още студент в Берлин, и не успява да доживее да види резултатите на своите надежди и усилия.